# Катат Альбу Леїль
Катат Альбу Леїль (англ. Qaţ‘at Ālbū Layl, араб. قطعة البوليل) — поселення у Сирії, що складає численну сирійську арабську общину в нохії Мухасан, яка входить до складу мінтаки Дайр-ез-Заур у східній сирійській мухафазі Дайр-ез-Заур.